# Olympische Jugend-Sommerspiele 2010/Teilnehmer (Georgien)
| Gelbes Symbol für Goldmedaillen mit stilisierten Olympischen Ringen | Graues Symbol für Silbermedaillen mit stilisierten Olympischen Ringen | Braundes Symbol für Bronzemedaillen mit stilisierten Olympischen Ringen |
| ------------------------------------------------------------------- | --------------------------------------------------------------------- | ----------------------------------------------------------------------- |
| —                                                                   | —                                                                     | 1                                                                       |

Die Jugend-Olympiamannschaft aus Georgien für die I. Olympischen Jugend-Sommerspiele vom 14. bis 26. August 2010 in Singapur bestand aus fünf Athleten.

## Medaillengewinner
Mit einer gewonnenen Bronzemedaille belegte das georgische Team Platz 85 im Medaillenspiegel.

### Bronze
- Irakli Mosidse, Ringen: Freistil bis 63 kg

## Athleten nach Sportarten

### Judo
| Mädchen - Sophio Beridze Klasse bis 63 kg: 9. Platz Mixed: 5. Platz (im Team Chibo) | Jungen - Beka Tugushi Klasse bis 66 kg: 5. Platz Mixed: 9. Platz (im Team München) |

### Ringen
Jungen
- Irakli Mosidse
Freistil bis 63 kg: Bronze
- Geno Petriaschwili
Freistil bis 100 kg: 4. Platz

### Schwimmen
Jungen
- Giorgi Mtvralashvili
200 m Lagen: 24. Platz